# Luke Dunphy
Lucas Philip "Luke" Dunphy (Californië, 28 november 1998) is een personage uit de sitcom Modern Family dat vertolkt wordt door Nolan Gould.

## Biografie
Luke is de onstuimige zoon van Phil en Claire, die altijd zijn eigen ding doet. Hij heeft twee zussen, Alex en Haley. Hij is genoemd naar zijn overgrootvader Lucas, de ex-schoonvader van Jay. Hij kan soms onrust veroorzaken, zo beschoot hij zijn zus eens met een speelgoedgeweertje en begon hij op school te vechten met Manny. Luke is speels, erg zelfzeker en beseft vaak niet wat de gevolgen zijn van zijn acties.
Luke doet soms heel gekke acties, zoals bijvoorbeeld springen op de trampoline met enkel ondergoed aan en een doos op zijn hoofd, of met zijn hoofd vastzitten tussen de trapreling. Zowel Claire als Phil zijn het er over eens dat ze Luke niet goed hebben opgevoed. Phil zegt zelfs dat hij denkt dat Luke hun domste kind is, terwijl Claire denkt dat Haley dit is. Ze stuurden Luke naar een psycholoog, die zei dat zijn gedrag perfect normaal is voor een hoogbegaafd iemand. Niet veel later vergeten ze Luke op de parking, waarna hij tot ieders verbazing thuis geraakt in een limousine. Luke werd maar op één universiteit toegelaten, maar wist wel een goedbetaalde job te verkrijgen bij de golfclub van Jay. Luke speelde in het begin van de serie vaak op zijn Nintendo 3DS. Zijn stiefoom, Manny, is zijn beste vriend. Ze spenderen veel tijd samen, zo gaan ze vaak op dubbeldate en maakten ze eens een film over zombies. Hij verjaart dicht bij Thanksgiving, waardoor de familie deze twee feestjes vaak samen viert.
Bedenkers: Steven Levitan · Christopher Lloyd 

Hoofdpersonages: Jay Pritchett (Ed O'Neill) · Gloria Delgado-Pritchett (Sofía Vergara) · Claire Dunphy (Julie Bowen) · Phil Dunphy (Ty Burrell) · Mitchell Pritchett (Jesse Tyler Ferguson) · Cameron Tucker (Eric Stonestreet) · Luke Dunphy (Nolan Gould) · Haley Dunphy (Sarah Hyland) · Manny Delgado (Rico Rodriguez II) · Alex Dunphy (Ariel Winter) · Lily Tucker-Pritchett (Aubrey Anderson-Emmons) · Joe Pritchett (Jeremy Maguire)

Voornaamste nevenpersonages: Dylan Marshall (Reid Ewing) · Andy Bailey (Adam DeVine) · Pameron Tucker (Dana Powell)  · Ben (Joe Mande) · Frank Dunphy (Fred Willard) · Pepper Saltzman (Nathan Lane) · Ronaldo (Christian Barillas) · Stella (Brigitte the Dog) · Larry (Frosty the Cat)